# 三重県道688号依那具山出線
三重県道688号依那具山出線（みえけんどう688ごう いなぐやまでせん）は、三重県伊賀市を通る一般県道である。

## 概要
伊賀市依那具から伊賀市山出に至る。

### 路線データ
- 起点：伊賀市依那具（国道422号交点）
- 終点：伊賀市山出（山出交差点、国道368号交点、三重県道715号館町通線終点）
- 総延長：3,263 m

## 歴史
- 1959年（昭和34年）1月25日 - 路線認定[1]。

## 路線状況

### 道路施設

#### 橋梁
- 猪田橋（木津川、伊賀市）

### 交通量
平日12時間交通量
| 地点       | 交通量  |
| ---------- | ------- |
| 伊賀市山出 | 1,896台 |

## 地理

### 通過する自治体
- 三重県

- 伊賀市

### 交差する道路
| 交差する道路                                 | 交差する場所 | 交差する場所      |
| -------------------------------------------- | ------------ | ----------------- |
| 国道422号                                    | 依那具       | 起点              |
| 国道368号 / 名張街道 三重県道687号治田山出線 | 山出         | 山出交差点 / 終点 |

### 交差する鉄道
- 伊賀鉄道伊賀線

### 沿線
- 伊賀鉄道伊賀線 猪田道駅
- 伊賀市立猪田小学校
- JAいがほくぶ 猪田ふれあい店
- 伊賀市役所 猪田地区市民センター
- 猪田神社
- 宝生山真珠院勝因寺（真言宗豊山派、三重四国八十八箇所第57番札所）